# 磷酸化酶激酶

磷酸化酶激酶在糖原分解调控中的作用

磷酸化酶激酶（英語：Phosphorylase kinase），是催化磷酸化酶的兩種異構形式（磷酸化酶a及b）轉換的酶。在ATP存在下，催化无活性的磷酸化酶b的磷酸化，使成为有活性的磷酸化酶a。